# 美田村
美田村（みたむら）は栃木県の南部、下都賀郡に属していた村である。

## 地理
- 河川 - 思川、巴波川、永野川

## 歴史
- 1889年（明治22年）4月1日 町村制施行
  - 萩島村、大行寺村、上石塚村、下石塚村、上国府塚村、下国府塚村、石上村、塩沢村、間中村が合併し穂積村が成立する。
  - 卒島村、松沼村、荒川村、大本村、小薬村、小宅村、黒本村、島田村、渋井村、立木村、今里村、上初田村が合併し豊田村が成立する。
  - 下初田村、大川島村、南小林村、上泉村、下泉村、上河原田村、下河原田村、小袋村、井岡村が合併し中村が成立する。
- 1955年（昭和30年）2月11日 - 穂積村、豊田村、中村が合併し美田村が成立する。
- 1963年（昭和38年）4月18日 - 間々田町とともに小山市へ編入される。

## 交通

### 鉄道
- 日本国有鉄道（現：東日本旅客鉄道）
  - 両毛線：思川駅